# 小行星8425
小行星8425（英語：8425 Zirankexuejijin）是一颗围绕太阳公转的小行星。1997年2月14日，北京天文台施密特CCD小行星计划在兴隆县发现了此天体。
这颗小行星的绝对星等为13.15028等。